# Гориздра Іван Павлович
Іван Павлович Гориздра (нар. 1914, Полтавська губернія, тепер Полтавська область — ?) — український радянський діяч, механізатор, комбайнер Азовської МТС Кримської області. Герой Соціалістичної Праці (21.01.1952). Депутат Верховної Ради УРСР 4—5-го скликань.

## Біографія
Народився у селянській родині. Закінчив початкову школу. Після закінчення школи працював у господарстві батьків. З 1930 року працював у колгоспі. У 1932 році освоїв професію механізатора-тракториста. До 1944 року працював мотористом колгоспу імені Молотова Азовського району Кримської АРСР.
У 1944—1958 роках — комбайнер Азовської машинно-тракторної станції (МТС) Азовського району Кримської області.
У 1951 році зібрав урожай зернових із площі 976 гектарів за 25 робочих днів та намолотив на двох комбайнах «Сталинец-6» 14 470 центнерів зерна. За досягнення таких високих показників був удостоєний звання Героя Соціалістичної Праці.
У середині 1950-х років також працював комбайнером на цілинних землях у Казахській РСР.
Член КПРС з 1958 року.
З 1958 року — слюсар-комбайнер Азовської ремонтно-технічної станції (РТС); слюсар Азовського відділення «Сільгосптехніки» селища Азовського Джанкойського району Кримської області.
Потім — на пенсії у селищі Азовському Джанкойського району Кримської області.

## Нагороди
- Герой Соціалістичної Праці (21.01.1952)
- орден Леніна (21.01.1952)
- медалі